# アロハ (クレーター)
アロハ (Aloha) は、月にある小さな衝突クレーターであり、嵐の大洋にあるアグリコラ山脈の北西に位置する。